# Xã Lake Williams, Quận Kidder, Bắc Dakota
Xã Lake Williams (tiếng Anh: Lake Williams Township) là một xã thuộc quận Kidder, tiểu bang Bắc Dakota, Hoa Kỳ. Năm 2010, dân số của xã này là 22 người.